# クリーモフ TV3-117

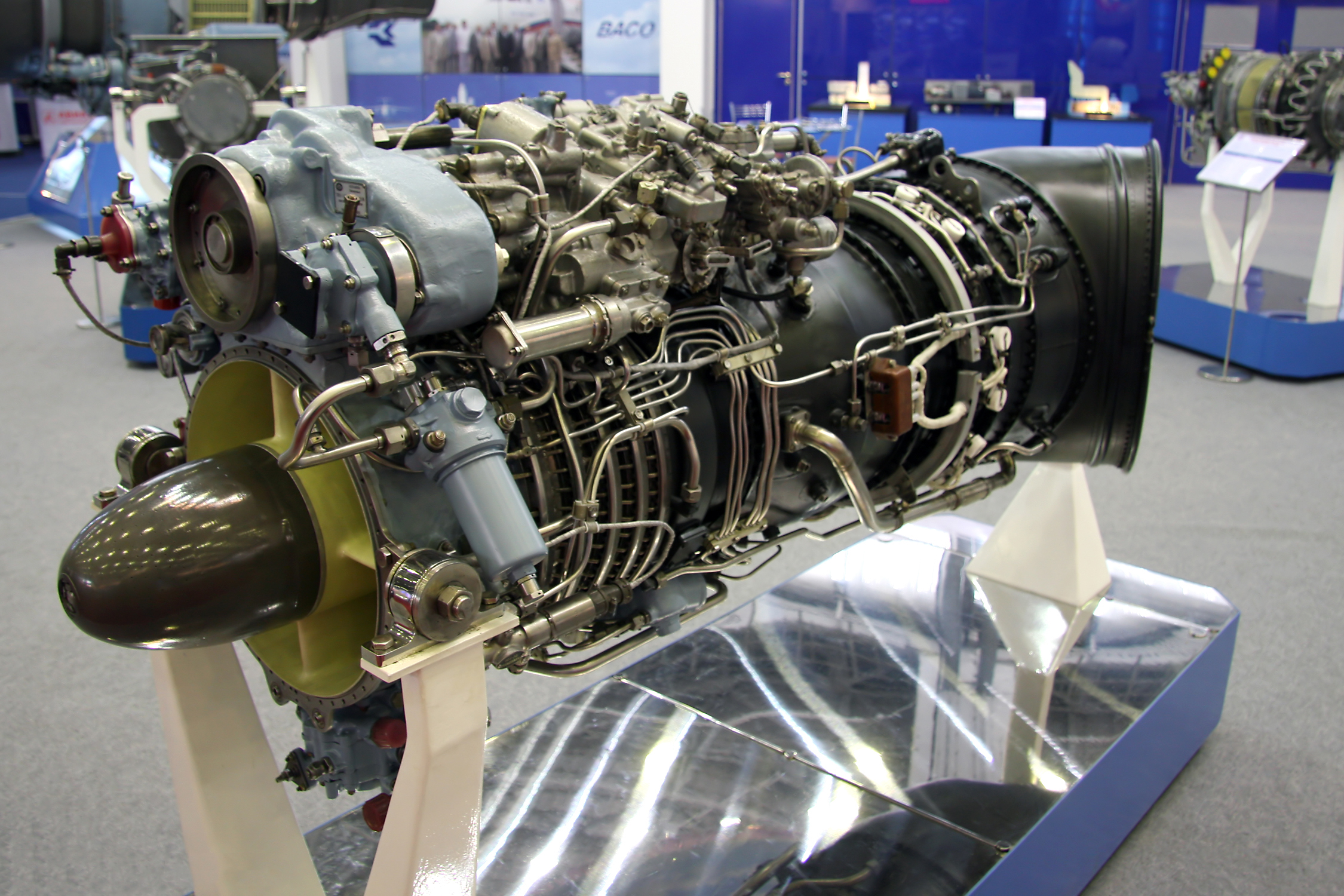
クリモフ TV3-117VMA-SBM-1V

クリーモフ TV3-117（露：Климов ТВ3-117）は、ソビエト連邦のクリーモフが1965年-1972年にかけて開発したヘリコプター用ターボシャフトエンジンである。
民間用や、輸送から攻撃型に至るソ連・ロシア軍の大部分の軍用ヘリコプターで採用されている。
ウクライナ危機以前はウクライナのモトール・シーチからの輸入であったが、騒乱の影響を受けVK-2500以降はロシア国内で生産されている。

## 各形式

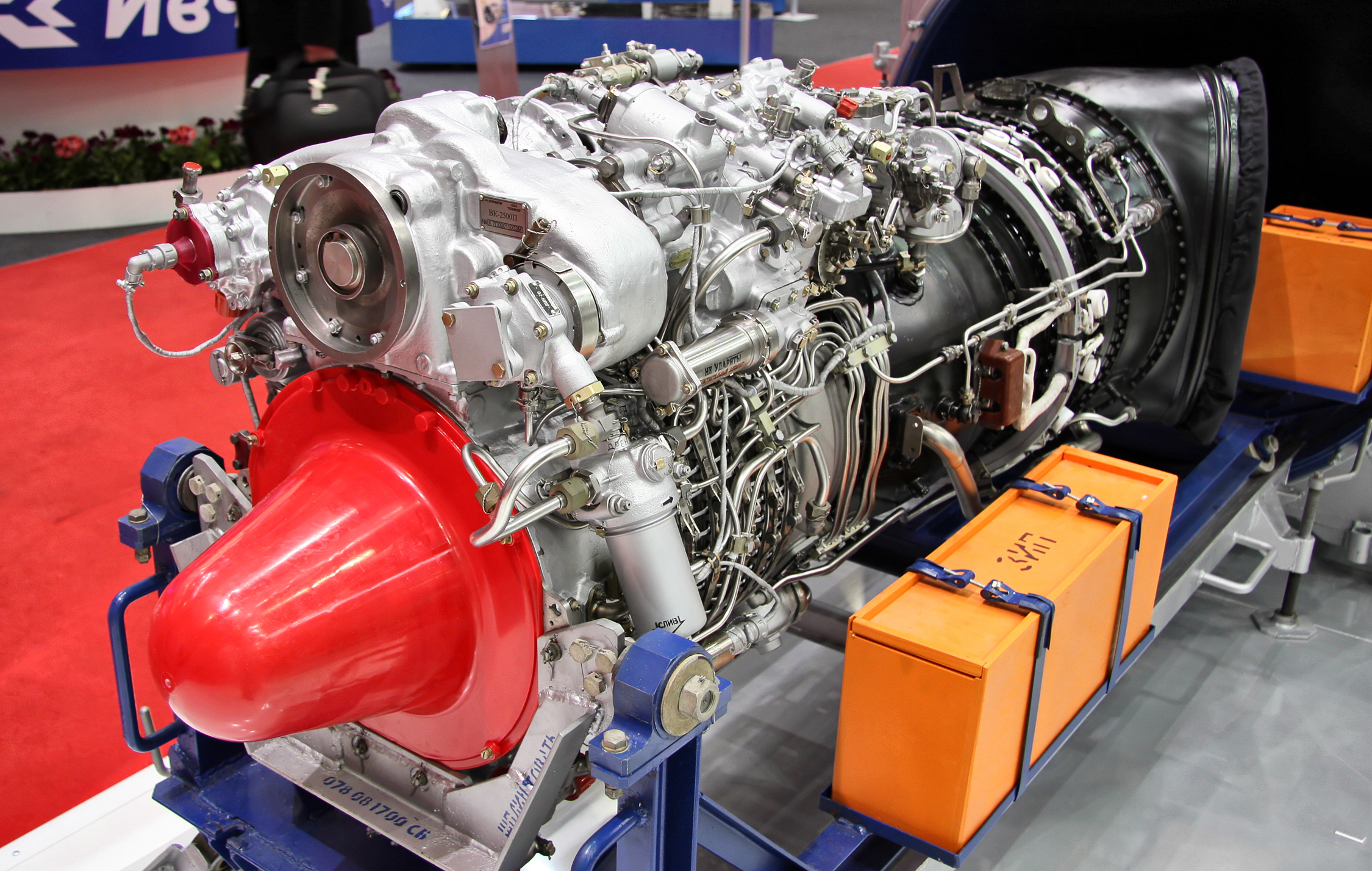
VK-2500

TV3-117
1972年に生産開始。Mi-24Aに搭載。
TV3-117M
1976年に生産開始。Mi-14に搭載。
TV3-117MT
1977年に生産開始。Mi-8MT、Mi-17に搭載。
TV3-117KM
Ka-27に搭載。
TV3-117V
1980年に生産開始。Mi-24に搭載。高地に対応する。
TV3-117VK
1985年に生産開始。TV3-117Vのカモフ機用。Ka-27、Ka-29、Ka-32に搭載。
TV3-117VKR
公称出力向上型。輸出用のKa-28に搭載。
TV3-117VM
1986年から生産開始。Mi-28用に開発され、Mi-8MT、Mi-17にも搭載されている。ロシア、インド、中国で型式証明取得。
TV3-VMA
1986年から生産開始。Ka-50用に開発され、Ka-27、Ka-29、Ka-31、Mi-24、Mi-28A/H、Ka-32に搭載されている。ロシア、カナダで型式証明取得済み。
TV3-117VMAR
輸出型のKa-28用に搭載。TV3-117VKRと同様の改良が施されている。
TV3-117VMシリーズ02
1993年から生産開始。Mi-8MT、Mi-17の民間型用に開発された。ロシア、インド、中国で型式証明取得。
TV3-117VMAシリーズ02
1993年から生産開始。Ka-32の民間型用に開発された。ロシア、カナダ、スイスで型式証明取得。
TV3-117VMA-SBM1
An-140用のターボプロップエンジン。
TR3-117
偵察用無人航空機Tu-143用のターボジェットエンジン。
VK-2500（TV3-117VMA-SB3）
TV3-117VMAの改良型。モトール・シーチとの共同開発。オーバーホール周期を伸ばし、エンジン制御装置の精度を改善した。Ka-50、Ka-52、Mi-28などが搭載している。
VK-2500-01
出力は最大連続で1,500shp（1,103kW）、離陸時2,000shp（1,470kW）。
VK-2500-02
出力は最大連続で1,500shp（1,103kW）、離陸時2,200shp（1,617kW）。
VK-2500-03
出力は最大連続で1,750shp（1,287kW）、離陸時2,400shp（1,764kW）。
VK-1500
1998年-1999年にかけてTV3-117VMAとVK-2500を元に開発された、1,500馬力級ターボプロップエンジン。An-3(en)、Be-32(en)に搭載されている。
VK-1500V
VK-1500を元に開発されたターボシャフトエンジン。Ka-60、Ka-62が搭載している。

## 主要諸元
TV3-117VMA シリーズ2
一般的特性
- 形式: ターボシャフト
- 全長: 2,055mm（80.9in）
- 直径: 728mm（28.7in）（高さ）
- 乾燥重量: 295kg（648lb）

構成要素
- 圧縮機:

性能
- 出力: 1,640kW（2,200shp）（離陸時）
- 全圧縮比（英語版）: 9.4:1
- 空気流量: 8.7kg/s（19lb/s）最小
- タービン入口温度: 920-990C
- 燃料消費率: 0.308kg/kW/hr（0.507lb/shp/hr）
- 出力重量比:

出典: Brassey's World Aircraft & Systems Directory 1999/2000 
| TV3-117の主要諸元 | TV3-117の主要諸元   | TV3-117の主要諸元     |
|                   | TV3-117V シリーズ02 | TV3-117VMA シリーズ02 |
| ----------------- | ------------------- | --------------------- |
| 非常最大出力      | 2,200HP             | 2,400HP               |
| 離昇出力          | 2,000HP             | 2,200HP               |
| 公称出力          | 1,500HP             | 1,500HP               |
| 全長              | 2,055mm             | 2,055mm               |
| 全幅              | 660mm               | 660mm                 |
| 全高              | 728mm               | 728mm                 |
| 乾燥重量          | 295kg               | 295kg                 |
| 耐久時間          | 7,500時間           | 7,500時間             |